# Nazo no kanojo X
Nazo no kanojo X (jap. 謎の彼女X Nazo no kanojo ekkusu; dosł. „Tajemnicza dziewczyna X”) – manga autorstwa Riichiego Ueshiby, publikowana na łamach magazynu „Gekkan Afternoon” wydawnictwa Kōdansha od marca 2006 do września 2014. Całość została zebrana w 12 tomach.
Na podstawie mangi studio Hoods Entertainment wyprodukowało serial anime, który emitowano od kwietnia do czerwca 2012.

## Fabuła
Mikoto Urabe jest cichą uczennicą, która niedawno przeniosła się do szkoły Akiry Tsubakiego. Pewnego dnia chłopak wraca po lekcjach do klasy, aby zabrać swoje rzeczy. Tam zastaje Urabę śpiącą przy swojej ławce, którą postanawia obudzić, gdyż budynek ma zostać wkrótce zamknięty przez woźnego. Pozostając sam, Tsubaki zauważa na blacie odrobię śliny, którą dziewczyna niechcący zostawiła przez sen, i instynktownie postanawia jej spróbować. Po kilku dniach chłopak mdleje i dostaje gorączki. Podczas nieoczekiwanych odwiedzin Urabe u niego w domu, dziewczyna wyjaśnia mu, że uzależnił się od jej śliny, ponieważ jest w niej zakochany. Z tego powodu każdego dnia Urabe postanawia podawać mu swoją ślinę. Seria opowiada o rozwoju związku Tsubakiego i Urabe, koncentrując się na dziwnej więzi, wynikającej z przywiązania do śliny.

## Bohaterowie
- Mikoto Urabe (jap. 卜部 美琴 Urabe Mikoto)

Seiyū: Ayako Yoshitani 
- Akira Tsubaki (jap. 椿 明 Tsubaki Akira)

Seiyū: Miyu Irino 
- Ayuko Oka (jap. 丘 歩子 Oka Ayuko)

Seiyū: Ryō Hirohashi 
- Kouhei Ueno (jap. 上野 公平 Ueno Kōhei)

Seiyū: Yūki Kaji 
- Youko Tsubaki (jap. 椿 陽子 Tsubaki Yōko)

Seiyū: Misato Fukuen 
- Aika Hayakawa (jap. 早川 愛香 Hayakawa Aika)

Seiyū: Yū Shimamura 
- Ryouko Suwano (jap. 諏訪野 亮子 Suwano Ryouko)

Seiyū: Ayumi Fujimura 

## Manga
Manga po raz pierwszy ukazała się w 2004 roku jako one-shot w magazynie „Gekkan Afternoon”. Następnie była wydawana w tym samym magazynie jako seria od 25 marca 2006 do 25 września 2014. Wydawnictwo Kōdansha zebrało jej 95 rozdziałów w 12 tankōbonach, opublikowanych między 23 sierpnia 2006 a 21 listopada 2014.
| Nr | Data wydania (język japoński) | ISBN (język japoński)  |
| -- | ----------------------------- | ---------------------- |
| 1  | 23 sierpnia 2006              | ISBN 978-4-06-314424-6 |
| 2  | 22 czerwca 2007               | ISBN 978-4-06-314457-4 |
| 3  | 22 lutego 2008                | ISBN 978-4-06-314490-1 |
| 4  | 21 listopada 2008             | ISBN 978-4-06-314539-7 |
| 5  | 21 sierpnia 2009              | ISBN 978-4-06-314583-0 |
| 6  | 23 czerwca 2010               | ISBN 978-4-06-310673-2 |
| 7  | 23 lutego 2011                | ISBN 978-4-06-310729-6 |
| 8  | 23 lutego 2012                | ISBN 978-4-06-387806-6 |
| 9  | 23 sierpnia 2012              | ISBN 978-4-06-387835-6 |
| 10 | 23 maja 2013                  | ISBN 978-4-06-387885-1 |
| 11 | 21 lutego 2014                | ISBN 978-4-06-387957-5 |
| 12 | 21 listopada 2014             | ISBN 978-4-06-388010-6 |

## Anime
W grudniu 2011 redakcja magazynu „Gekkan Afternoon” poinformowała, że manga otrzyma adaptację w formie telewizyjnego serialu anime. Później ujawniono, że za produkcję odpowiadać będzie studio Hoods Entertainment, za reżyserię Ayumu Watanabe, scenariusz napisze Deko Akao, a postacie zaprojektuje Kenichi Konishi. Seria była emitowana od 7 kwietnia do 30 czerwca 2012 w stacji Tokyo MX. Motywem otwierającym jest „Koi no Orchestra” (jap. 恋のオーケストラ), natomiast końcowym „Hōkago no yakusoku” (jap. 放課後の約束). Oba utwory wykonuje Ayako Yoshitani.
23 sierpnia 2012 został wydany odcinek OVA, który był dołączany do limitowanej edycji 9. tomu mangi.

### Lista odcinków
| №   | Tytuł                                                | Premiera         |
| --- | ---------------------------------------------------- | ---------------- |
| 1   | Nazo no kanojo (謎の彼女)                            | 7 kwietnia 2012  |
| 2   | Nazo no kizuna (謎の絆)                              | 14 kwietnia 2012 |
| 3   | Nazo no shikenkan (謎の試験管)                       | 21 kwietnia 2012 |
| 4   | Nazo no gāru mītsu gāru (謎のガール・ミーツ・ガール) | 28 kwietnia 2012 |
| 5   | Nazo no fāsuto dēto (謎のファーストデート)           | 5 maja 2012      |
| 6   | Nazo no suteppu appu (謎のステップ・アップ)          | 12 maja 2012     |
| 7   | Nazo no hayarikaze (謎の流行風邪)                    | 19 maja 2012     |
| 8   | Nazo no kankaku (謎の感覚)                           | 26 maja 2012     |
| 9   | Nazo no „nandaka chotto" (謎の「なんだかちょっと」)  | 2 czerwca 2012   |
| 10  | Nazo no abanchūru (謎のアバンチュール)               | 9 czerwca 2012   |
| 11  | Nazo no bunkasai (謎の文化祭)                        | 16 czerwca 2012  |
| 12  | Nazo no „gyu” (謎の「ぎゅっ」)                       | 23 czerwca 2012  |
| 13  | Nazo no kanojo to kareshi (謎の彼女と彼氏)           | 30 czerwca 2012  |
| OVA | Nazo no natsu matsuri (謎の夏祭り)                   | 23 sierpnia 2012 |

## Light novel
Spin-off w postaci light novel autorstwa Chihayi Sato został wydany 1 czerwca 2012.